# Simone Cristicchi
Simone Cristicchi (Roma, 5 febbraio 1977) è un cantautore, attore teatrale e scrittore italiano.
È stato il vincitore del Festival di Sanremo 2007 con il brano Ti regalerò una rosa. Dal 2017 al marzo 2020 è stato il direttore del Teatro Stabile d'Abruzzo.

## Biografia
Nato a Roma, Cristicchi è cresciuto nel quartiere Tuscolano, secondo di tre figli. Fin da adolescente si appassiona ai fumetti e dimostra talento: a 16 anni gli viene offerto un contratto come disegnatore per il Tiramolla della Comic Art ma rifiuta per continuare gli studi al Liceo Classico Statale "Francesco Vivona". Continua però a coltivare questa passione contattando telefonicamente Benito Jacovitti, convincendolo a potersi recare in autobus a casa sua, imparando così l'arte dell'inchiostrazione. Si iscrive successivamente al corso di laurea in Storia dell'arte all'Università degli Studi Roma Tre, ma non consegue la laurea.
Presta servizio, prima come obiettore di coscienza e poi da volontario, in un centro d'igiene mentale, esperienza che lo colpirà e lo porterà ad approfondire i temi della malattia mentale e dei manicomi. Inizia a far conoscere la sua musica dai palchi degli storici locali romani Il Locale e The Place, frequentati anche dalla nuova scuola romana di cantautori come Max Gazzè, Niccolò Fabi, Federico Zampaglione, Pier Cortese e Riccardo Sinigallia.
Oltre che cantautore è scrittore, autore ed interprete di monologhi, nonché attore teatrale.

### Gli esordi
A 17 anni esordisce nel mondo della musica creando un gruppo rock. Nel 1997, all'età di 20 anni, scopre la canzone d'autore. Nel 1998 vince il Concorso Nazionale Cantautori, conquistando il Premio SIAE per il miglior brano con L'uomo dei bottoni.
Nel 2000 ha aperto i concerti di Max Gazzè e Niccolò Fabi e, grazie al suo manager Francesco Migliacci, firma un contratto con l'etichetta Carosello Records che pubblica il suo primo singolo Elettroshock. Nel 2002 pubblica per la stessa etichetta il secondo singolo Maria che cammina sull'autostrada e partecipa al programma Destinazione Sanremo presentato da Pippo Baudo e Claudio Cecchetto con il brano Leggere attentamente le istruzioni che viene eliminato, impedendogli di venire ammesso al Festival di Sanremo 2003.
Alla fine del 2003 presenta alla giuria del Festival il brano Studentessa universitaria, che viene bocciato da Tony Renis, direttore artistico di quella edizione. Vince il Festival di Crotone Una casa per Rino, dedicato al cantautore Rino Gaetano, conquistando il Cilindro d'argento. Apre i concerti dei CiaoRino, la più famosa cover-band dell'artista calabrese.

### Il successo
La svolta arriva nel 2005, grazie a quello che lo stesso Cristicchi definisce "tormentone involontario", Vorrei cantare come Biagio, brano ironico nel quale il cantautore, affermando di voler assomigliare in tutto e per tutto all'allora più noto collega Biagio Antonacci, tenta, in realtà, di denunciare l'enorme difficoltà, per un giovane artista, di raggiungere il successo preservando la propria individualità. Parteciperà inoltre come chitarrista per il disco d'esordio di Giuseppe Povia, Evviva i pazzi... che hanno capito cos'è l'amore.
Alla fine dello stesso anno è uscito il suo primo album Fabbricante di canzoni, trainato dal secondo singolo di successo, il già citato Studentessa universitaria, che sarà vincitore assoluto del Musicultura Festival (già Premio Recanati), conquistando anche la Targa della critica. All'interno del primo album è contenuto il duetto con Sergio Endrigo sulle note della sua Questo è amore. Dell'album avrebbe dovuto far parte anche il brano Prete, canzone fortemente critica nei confronti della Chiesa cattolica e della figura del sacerdote, che però è stato censurato dalla casa discografica.
Nel febbraio 2006 Cristicchi partecipa al 56º Festival di Sanremo con il brano Che bella gente, classificandosi al secondo posto nella categoria Giovani. Il brano, scritto in collaborazione con la cantante Momo e dedicato a Mia Martini, riscuote un discreto successo radiofonico. Dopo il Festival viene pubblicata la ristampa dell'album Fabbricante di canzoni. Nell'estate dello stesso anno esce il singolo Ombrelloni, parodia dei classici tormentoni estivi e dei vari luoghi comuni legati all'estate. Il pezzo viene parzialmente censurato dalle radio e dalle varie emittenti televisive per via del suo testo diretto ed ironicamente farcito di parolacce.
Sempre nel 2006 Cristicchi scrive per Mietta il brano Senza di te, incluso nel CD della cantante 74100.
Ha tenuto corsi come docente presso il CET - Centro Europeo di Toscolano (la scuola di Mogol) testimoniando le proprie esperienze, integrando teoria e pratica, formazione culturale e attività professionale.

### La vittoria al Festival di Sanremo

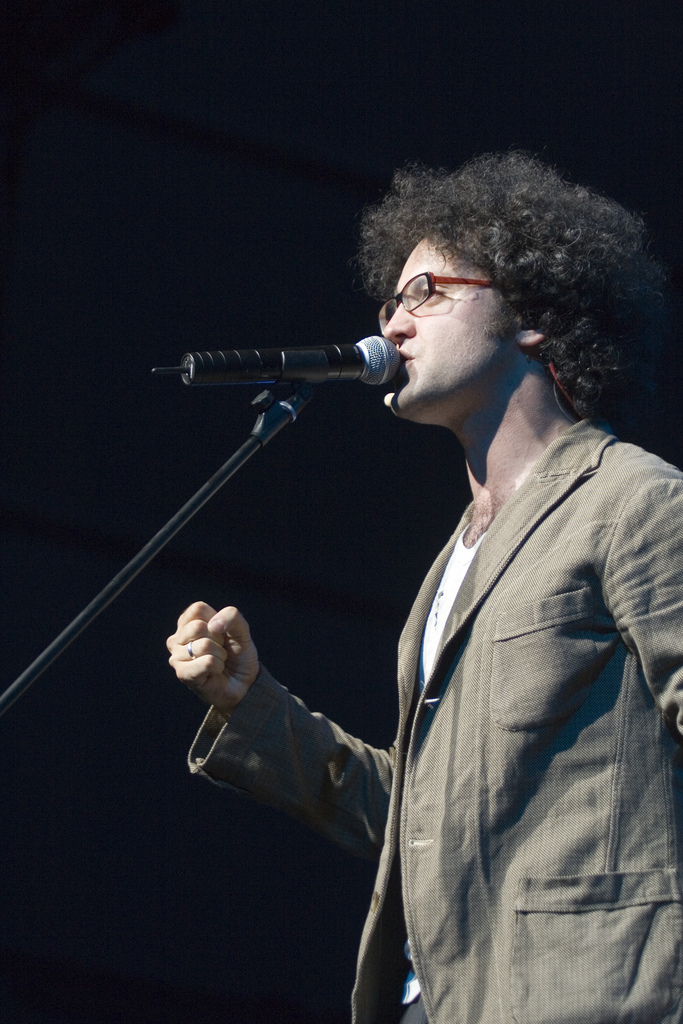
Simone Cristicchi in concerto nel 2007

Nel marzo 2007 vince il 57º Festival di Sanremo, nella categoria Campioni, con la canzone Ti regalerò una rosa. Cristicchi ha affermato di aver trovato l'ispirazione per scrivere il brano nella cittadina di Girifalco, in Calabria, dove sorge un imponente manicomio. Dopo aver visitato tale struttura, rimanendone molto colpito, il cantautore ha deciso di realizzare un viaggio per i centri di sanità mentale d'Italia, sintetizzando nel testo del brano (che consiste in una lettera immaginaria scritta da un malato psichiatrico alla donna amata) le storie raccontategli realmente dai pazienti degli istituti neurologici da lui visitati. Il brano mette d'accordo pubblico e addetti ai lavori, ricevendo, oltre al trofeo principale, il Premio della Critica ed il Premio della Sala Stampa Radio-TV Lucio Dalla, e viene inserito nel secondo album Dall'altra parte del cancello.
Nel mese di maggio 2007 duetta con Giovanni Nuti nel brano I poeti, pubblicato nel disco del cantautore toscano intitolato Rasoi di seta: una proposta in chiave musicale di alcune poesie di Alda Merini, mentre la poetessa stessa legge alcune delle sue composizioni sulle note di Nuti.
Nel novembre del 2007, il canale Cult di Sky manda in onda Lettere dal manicomio, cinque corti prodotti da IK Produzioni, diretti da Alberto Puliafito e interpretati da Gigi Proietti, Claudia Pandolfi, Luca Lionello e lo stesso Cristicchi. Sulla falsariga del documentario Dall'altra parte del cancello, cinque delle epistole originali dell'ex ospedale psichiatrico di Volterra che l'artista ha inserito nel suo libro Centro di igiene mentale.
Nel 2007 Cristicchi pubblica il libro Centro di igiene mentale - Un cantastorie tra i matti e il disco Dall'altra parte del cancello a cui segue un documentario autoprodotto. Durante l'anno il cantante è occupato con vari concerti live.
Il 28 febbraio 2008 Cristicchi partecipa alla terza serata del 58º Festival di Sanremo in qualità di ospite per il duetto con Frankie hi-nrg mc, in gara nella Sezione Campioni. I due artisti interpretano Rivoluzione, rap dalla forte impronta di denuncia sociale.
Nel 2008 canta assieme al gruppo musicale ligure dei Buio Pesto la canzone A Liguria de Dria - cover goliardica della sua L'Italia di Piero - inserita nell'album Liguria. Cristicchi, che in questa occasione canta in lingua ligure, devolve i propri proventi al progetto benefico del gruppo ligure Ambulanza Verde.
Nel 2009 parte il tour "Canti di miniera, d'amore, vino e anarchia" con il coro dei Minatori di Santa Fiora: vengono proposti monologhi e canti popolari che raccontano la malinconica ed al contempo gioiosa vita dei minatori e delle loro famiglie, in equilibrio tra goliardia e commozione. Il tour viene poi raccontato in un libro ed in un DVD/documentario.
Nello stesso anno Cristicchi prende parte alla realizzazione dell'ultimo disco di Claudio Baglioni Q.P.G.A., interpretando la canzone Nuvole e sogni.

### Anni 2010

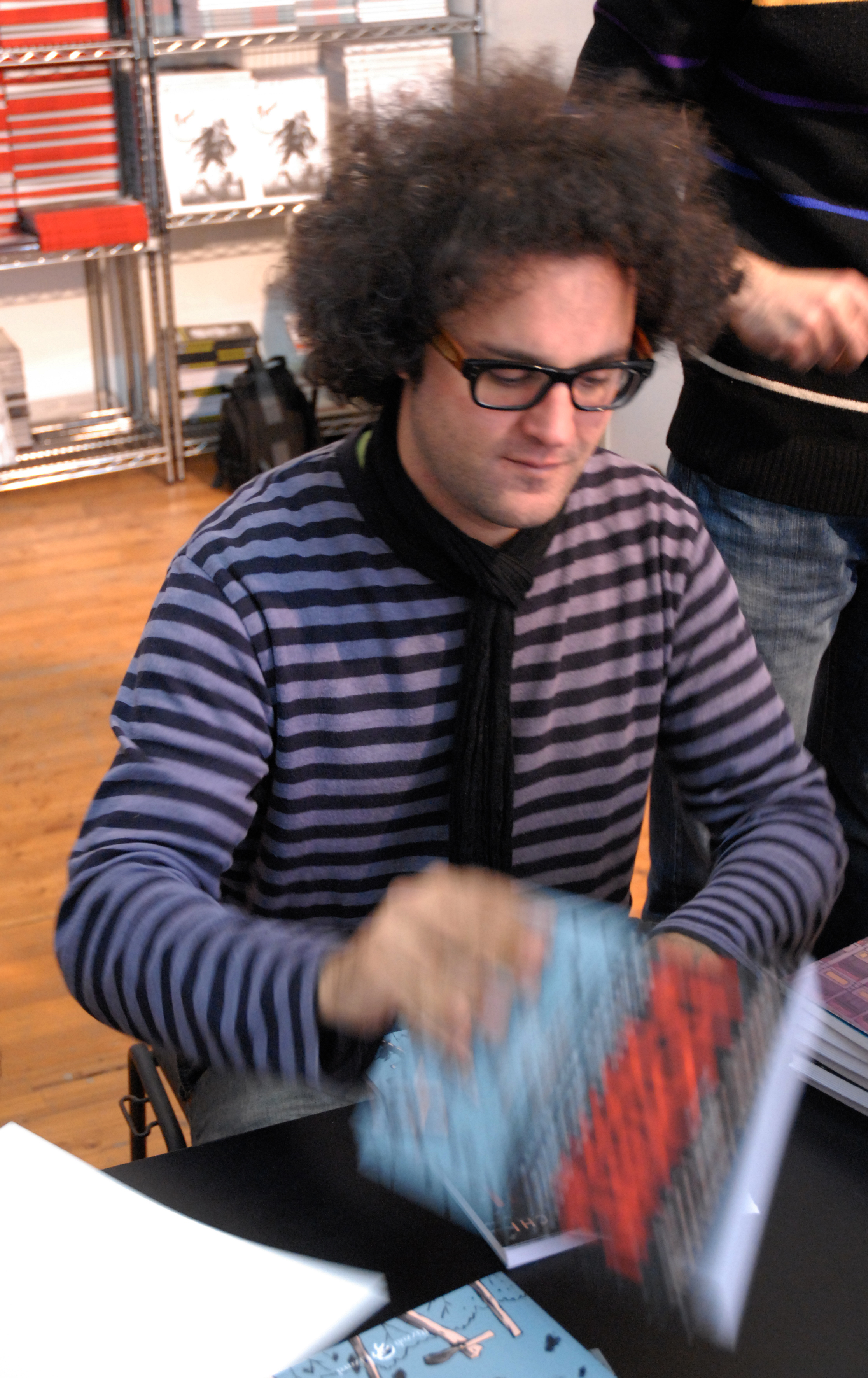
Cristicchi al Lucca Comics&Games 2010 per la presentazione del volume Li romani in Russia

A febbraio prende parte al Festival di Sanremo 2010 nella sezione Artisti con il brano Meno male, scritto insieme al rapper Frankie hi-nrg mc. Il brano giunge in finale ma non entra nello spareggio a tre per la canzone vincitrice. Da una dichiarazione del capostruttura Rai Antonio Azzalini, si apprende che la sua canzone è stata la più votata dai musicisti dell'orchestra nella serata finale. Il brano presentato a Sanremo anticipa l'uscita del disco Grand Hotel Cristicchi.
Il 1º maggio 2010 ha partecipato al Concerto del Primo Maggio in piazza San Giovanni a Roma, accompagnato dal Coro dei Minatori di Santa Fiora : in questa occasione, insieme ai suoi pezzi, interpreta anche il canto anarchico Stornelli d'esilio. Il 4 giugno ha vinto il Premio Mogol (ex aequo con Edoardo Bennato) per il testo della canzone L'ultimo valzer. Il 31 ottobre seguente debutta ufficialmente, al teatro Na Strastnom di Mosca, il suo secondo spettacolo teatrale Li Romani In Russia per la regia di Alessandro Benvenuti, nell'ambito della rassegna internazionale SOLO, dedicata ai monologhi.
Il brano Genova Brucia, ispirato ai violenti fatti accaduti nella città ligure durante il G8 del 2001, vince il Premio Amnesty Italia 2011 indetto dalla sezione italiana di Amnesty International e da Voci per la libertà - Una canzone per Amnesty.
Nel luglio 2011 Cristicchi conduce, insieme a Nino Frassica, il varietà radiofonico Meno male che c'è Radio2. Due mesi dopo realizza la sua prima colonna sonora per il film Cose dell'altro mondo di Francesco Patierno, poi pubblicata in un album che contiene anche il brano dal titolo omonimo, riscrittura del vecchio inedito Appropinquante fine mundi. A dicembre interpreta la sigla Di pianeta in pianeta dell'edizione italiana del cartone animato Il piccolo principe, trasmesso da Rai 2.
Nel 2012 ha inciso con Franco Califano e il coro dei ragazzi del carcere minorile di Nisida la canzone Sto a cercà lavoro, pubblicata su CD singolo, il cui ricavato viene versato in beneficenza.
Nel 2013 ha partecipato al Festival di Sanremo presentando i brani La prima volta (che sono morto) e Mi manchi, che hanno anticipato l'uscita del disco Album di famiglia.
Nell'ottobre dello stesso anno porta in scena al Politeama Rossetti di Trieste il musical Magazzino 18 scritto in collaborazione con il giornalista Jas Bernas e diretto da Antonio Calenda, sul dramma delle foibe e sull'esodo giuliano-dalmata. Una delle repliche, a Scandicci, è stata oggetto di contestazione da parte dell'estrema sinistra. Il musical viene mandato in onda su Rai 1 il 10 febbraio 2014 in occasione del Giorno del ricordo. In relazione a questo spettacolo gli sarà conferita la cittadinanza onoraria di Trieste il 19 febbraio 2016.
Nel 2014, in occasione della distribuzione del film di Antonello Belluco Il segreto di Italia sull'eccidio di Codevigo, Cristicchi ha difeso il regista e il film su Facebook, paragonando la campagna contro il film a quella contro Magazzino 18. In agosto del 2015, in occasione di uno spettacolo sul Monte Amiata, sponsorizzato da Enel Green Power, viene contestato dai comitati ambientalisti locali che si oppongono allo sfruttamento locale dell'energia geotermica.
Il 9 febbraio 2018 Cristicchi ha partecipato alla quarta serata dedicata alle cover del 68º Festival di Sanremo in qualità di ospite per il duetto con Fabrizio Moro ed Ermal Meta del brano Non mi avete fatto niente che vincerà il Festival la sera successiva. A dicembre 2018 durante Sanremo Giovani 2018, Fabio Rovazzi e Pippo Baudo hanno annunciato la sua presenza tra i concorrenti big del Festival di Sanremo 2019 con il brano Abbi cura di me, diventato poi il titolo dell'omonima raccolta, nonché di un libro autobiografico scritto insieme a Massimo Orlandi , collaboratore della fraternità di Romena presso la quale l'artista ha tenuto diversi concerti .

### Anni 2020
Nel 2022 ha incominciato un lungo tour teatrale assieme alla compagna Amara, dedicato alle canzoni di Franco Battiato, intitolato Torneremo ancora. Concerto mistico per Franco Battiato, mentre l'anno seguente è interprete dello spettacolo Franciscus. Il folle che parlava agli uccelli.
Nel 2024 ha pubblicato il quinto album in studio Dalle tenebre alla luce, il primo in oltre dieci anni. Ha poi fatto il suo ritorno sul palco dell'Ariston in occasione del Festival di Sanremo 2025. Il brano da lui presentato per l'occasione si intitola Quando sarai piccola. Per la serata delle cover, svolta nella data del 14 febbraio 2025, Cristicchi sceglie di cantare La cura, brano del 1996, di Franco Battiato, ancora una volta insieme ad Amara.
Nell'ultima serata del Festival, Cristicchi si aggiudica la 5ª posizione nella classifica, su un totale di 29 partecipanti.

## Vita privata
Cristicchi ha sposato nel 2010 l'archeologa romana Sara Quattrini, con cui ha due figli: Tommaso (2008) e Stella (2011). La coppia si è poi separata.
Dal 2019 ha una relazione con Erika Mineo, in arte Amara, sua collaboratrice artistica negli anni successivi.
Nel 2025 ha annunciato sul suo profilo Instagram che gli è stata diagnosticata la paralisi di Bell, ed ha dovuto annullare il suo concerto al Forte di Bard, in Valle d'Aosta.

## Controversie

### Genova bruciaal Concerto del Primo Maggio
Nel 2010, l'esecuzione al Concerto del Primo Maggio del brano Genova brucia, il cui testo parla dell'omicidio di Carlo Giuliani e degli eventi successivi al G8 di Genova, è stata criticata dal vicesegretario nazionale dell'Unione Generale del Lavoro della Polizia di Stato Raffaele Padrone. Padrone ha dichiarato:«indecoroso e indecente che proprio nel giorno della festa dei lavoratori si arrivi a insultare e oltraggiare i lavoratori della Polizia di Stato» e ha chiesto ai sindacati organizzatori dell'evento di «chiarire la loro estraneità verso questa cultura offensiva, pregiudizievole e classista». Nel 2011 il brano è stato riconosciuto con il Premio Amnesty Italia al migliore brano sui diritti umani.

### Magazzino 18
Nel 2013, lo spettacolo teatrale Magazzino 18 è stato criticato dai partiti politici italiani di centro-destra ed estrema destra, oltre che di estrema sinistra, che hanno accusato Cristicchi di revisionismo storiografico e di manipolazione ideologica sugli eventi. Il lavoro del cantautore è stato appoggiato da esponenti politici e giornalisti di centro-sinistra, tra cui il giornalista Michele Serra. Nel 2022 Cristicchi ha dichiarato che nei primi tre anni di Magazzino 18 le forze dell'ordine hanno presidiato gli spettacoli.

### Controversie sulla maternità surrogata e Sanremo 2025
Nel 2023 Cristicchi ha scritto un post in cui dichiara di essere contrario alla maternità surrogata.  Nel 2025, il brano Quando sarai piccola, presentato al 75º Festival di Sanremo, è stato accolto con entusiasmo dalle organizzazioni antiabortiste e anti-eutanasia Movimento per la Vita e Pro-Vita & Famiglia. Cristicchi ha ricevuto diverse critiche, tra cui quelle di Selvaggia Lucarelli, sia per le dichiarazioni in merito alla maternità surrogata che per la strumentalizzazione della malattia della madre di cui parla il brano. Nel corso del festival sono state mosse critiche per presunti favoritismi concessi al cantante da parte del Governo Meloni e della Rai, a causa delle sue posizioni politiche.

### Posizioni politiche
Il 10 marzo 2025, in un'intervista rilasciata a Aldo Cazzullo per il Corriere della Sera, Cristicchi ha dichiarato di essere «libero da etichette politiche», affermando che «in passato ho sempre avuto un orientamento a sinistra, ma devo riconoscere che da politici e stampa di destra ho raccolto un atteggiamento sempre rispettoso nei miei confronti e delle mie scelte artistiche; [...] a destra ho trovato sempre un’apertura mentale maggiore, mi hanno rispettato per il coraggio e la mia onestà intellettuale».

## Discografia

### Album in studio
- 2005 – Fabbricante di canzoni
- 2007 – Dall'altra parte del cancello
- 2010 – Grand Hotel Cristicchi
- 2013 – Album di famiglia
- 2024 – Dalle tenebre alla luce

### Raccolte
- 2019 – Abbi cura di me

### Colonne sonore
- 2011 – Cose dell'altro mondo

## Teatro

### Spettacoli
- C.I.M. - Centro d'igiene mentale.
  - Spettacolo di teatro-canzone in cui l'artista alterna monologhi e momenti musicali e racconta il passato dei manicomi.
- Centro d'igiene mentale - Nuove storie dal manicomio del mondo.
  - Scritto e diretto da Cristicchi stesso (in collaborazione con l'amico Massimo Bocchia), è una versione dello spettacolo C.I.M. - Centro d'Igiene Mentale più vicina al teatro tradizionale. Arricchito dalla presenza di attori della compagnia teatrale Gogmagog di Scandicci[53] e di forte impatto civile e sociale, lo spettacolo prevede anche un momento dedicato alla lettura di alcune delle Lettere da Volterra, vergate dagli internati del manicomio di San Girolamo: epistole mai inviate alle famiglie e ritrovate nelle cartelle cliniche dopo la chiusura dell'istituto.
- Li Romani In Russia - Racconto di una guerra a millanta mila miglia.
  - Un monologo in ottava classica e dialetto romanesco, che racconta la guerra ed il suo orrore attraverso le parole di chi l'ha vissuta ed è tornato dalla Campagna di Russia con "l'incubo di essersi salvato", in un ideale incontro tra le borgate di Pier Paolo Pasolini, le Centomila gavette di ghiaccio di Giulio Bedeschi ed Il sergente nella neve di Mario Rigoni Stern. Uno spettacolo di teatro civile emozionante, coinvolgente ed ironico che non risparmia i toni crudi. Regia di Alessandro Benvenuti, basato sull'omonimo poema in versi di Elia Marcelli, adattamento teatrale di Marcello Teodonio, musiche e sonorizzazioni di Gabriele Ortenzi (Areamag).
- Mio nonno è morto in guerra.
  - Basato sul libro omonimo, Cristicchi mette in scena la memoria di uno spaccato della Seconda Guerra Mondiale attraverso le testimonianze degli ultimi reduci ma anche di chi aspettava, a casa sotto i bombardamenti, il loro ritorno. Ancora teatro civile che emoziona tra picchi ironici e profonda serietà. Esordio alla regia dello stesso Cristicchi.
- Magazzino 18
  - Musical scritto in collaborazione con Jan Bernas, giornalista e autore del libro Ci chiamavano fascisti, eravamo italiani. Lo spettacolo è un'opera che racconta il dramma dell'esodo istriano, giuliano e dalmata nel secondo dopoguerra: la storia di molti italiani costretti ad abbandonare la propria terra a seguito della sconfitta dell'Italia, la quale nel 1941 aveva invaso la Jugoslavia, nella seconda guerra mondiale. Queste terre, con il trattato di Parigi, vennero assegnate dagli Alleati alla Jugoslavia. Il magazzino 18 è l'edificio del Porto Vecchio di Trieste in cui è conservata oggettistica di una parte di esuli. Lo spettacolo ha raccolto un notevole successo ed ha ricevuto una lunga serie di recensioni e reazioni positive.[54][55] Alcuni storici e giornalisti di sinistra l'hanno invece accusato di fornire «una lettura parziale, se non univoca» degli eventi.
- Il secondo figlio di Dio
  - Nel 2015 l'artista ha portato in teatro una piéce incentrata sulla "straordinaria vicenda di Davide Lazzaretti, detto il Cristo dell'Amiata o il profeta di Arcidosso", intitolata Il secondo figlio di Dio, scritta dallo stesso Cristicchi e da Manfredi Rutelli.[56]
- Manuale di volo per uomo
  - Nel 2018 porta in scena Manuale di volo per uomo, scritto con Gabriele Ortenzi, diretto da Antonio Calenda, prodotto da Teatro Stabile d'Abruzzo e Centro Teatrale Bresciano. Cristicchi interpreta un quarantenne rimasto bambino, sempre affascinato da tutto ciò che lo circonda.[57]
- Franciscus. Il folle che parlava agli uccelli
  - Andato in scena la prima volta nel 2023, è dedicato a San Francesco d'Assisi.

## Videografia
- 2007 – Dall'altra parte del cancello
- 2011 – Santa Fiora Social Club

## Opere
- Simone Cristicchi, Centro d'igiene mentale. Un cantastorie tra i matti, Mondadori, 20 febbraio 2007, ISBN 978-8-804-56422-5.
- Simone Cristicchi, Massimo Bocchia, Dialoghi incivili, Elèuthera, 21 luglio 2010, ISBN 978-8-889-49093-8.
- Simone Cristicchi, Li Romani in Russia. Racconto di una guerra a Millanta mila Miglia, Rizzoli Lizard, 27 ottobre 2010, ISBN 978-8-817-04582-7.
- Simone Cristicchi, Santa Fiora Social Club. Cantare di miniera, amore, vino e anarchia, Rizzoli, 23 marzo 2011, ISBN 978-8-817-04803-3.
- Simone Cristicchi, Mio nonno è morto in guerra, Mondadori, 14 febbraio 2012, ISBN 978-8-804-61770-9.
- Simone Cristicchi, Jan Bernas, Magazzino 18. Storie di italiani esuli d'Istria, Fiume e Dalmazia, Mondadori, 4 febbraio 2014, ISBN 978-8-804-63855-1.
- Simone Cristicchi, Il secondo figlio di Dio. Vita, morte e misteri di David Lazzaretti, l'ultimo eretico, Mondadori, 15 novembre 2016, ISBN 978-8-804-66438-3.
- Simone Cristicchi, HappyNext. Alla ricerca della felicità, Milano, La nave di Teseo +, 2021, ISBN 978-8893950893.

## Riconoscimenti
- Premio S.I.A.E.: migliore canzone in gara (1998)
- Premio Mei: artista rivelazione indie pop (2005)
- Venice Music Awards: artista rivelazione maschile (2005)
- Premio Lunezia Nuove Stelle per il valore musical-letterario dell'album Fabbricante di canzoni (2005)
- Primo Premio Festival Musicultura e Targa della Critica (2005)
- Premio della critica "Musica & Dischi": miglior album debutto (2006)
- Targa Tenco: miglior opera prima (2006)
- Music Awards (2007)
- 57º Festival di Sanremo: Primo classificato nella Sezione Campioni (2007)
- Premio della Critica Mia Martini 57º Festival di Sanremo – Sezione Campioni (2007)
- Premio della Sala Stampa Radio-Tv Lucio Dalla del 57º Festival di Sanremo: Sezione Campioni (2007)
- Venice Music Awards: "Premio Sorrisi e Canzoni Tv" (2007);
- Premio Videoclip Italiano sezione Artista Maschile per Ti regalerò una rosa (2007)
- Premio Mogol per testo 'L'ultimo valzer' (2010)
- Premio Amnesty Italia con Genova brucia (2011)
- Targa nella Strada del Festival di Sanremo in Via Matteotti a Sanremo, per il brano Ti regalerò una rosa (2011)
- Premio Speciale Luchetta Premio Giornalistico internazionale per Magazzino 18 (2014)
- Premio Lunezia Canzone d'Autore per il valore musical-letterario dell'Album "Abbi cura di me" (2019).
- Premio De Andrè – Quelli che cantano Fabrizio (2021)
- Zecchino d'Oro 2020 come coautore del brano Custodi del mondo scritta con Gabriele Ortenzi ed interpretata da Anita Bartolomei
- Premio Sala Stampa Radio–TV–Web "Lucio Dalla" del 75° Festival di Sanremo -  Sezione Campioni (2025)
- Premio Lunezia per il valore emozionale del testo di Quando sarai piccola (2025)
- Premio "Giancarlo Bigazzi" alla miglior composizione musicale del 75° Festival di Sanremo (2025)